# Herb gminy Goszczyn
Herb gminy Goszczyn – symbol gminy Goszczyn.

## Wygląd i symbolika
Herb przedstawia na tarczy w polu błękitnym czerwona wieżę z dwoma wykuszami. Wieża jest boniowana, posiada bramę przejezdną i wraz z wykuszami nakryta jest hełmami o kształcie korony. Jest to aluzja do faktu, że przez wieki Goszczyn był własnością królewską. Wizerunek herbu pochodzi z 1536 i nawiązuje do posiadania praw miejskich przez Goszczyn.